# Deux Camarades
Pour plus de détails, voir Fiche technique et Distribution.
Deux Camarades (titre original : Orphans of the Street) est un film américain en noir et blanc réalisé par John H. Auer, sorti en 1938.

## Synopsis
Un orphelin apprend que l'argent de la succession de son père est épuisé et qu'il devra quitter l'Académie militaire où il est scolarisé. Le sévère superintendant force Tommy à laisser son chien, Skippy, à l'école. Mais Skippy s’échappe et rattrape son jeune maître.

## Fiche technique
- Titre : Deux Camarades
- Titre original : Orphans of the Street
- Réalisation : John H. Auer
- Scénario : Eric Taylor, Jack Townley, Olive Cooper, Earl Felton
- Photographie : Ernest Miller
- Montage : Ernest J. Nims, Murray Seldeen
- Musique : Cy Feuer, William Lava
- Producteur : Herman Schlom
- Société de production : Republic Pictures
- Pays d'origine : États-Unis
- Format : noir et blanc - 1,37:1 - son : Mono (RCA Victor High Fidelity Sound System)
- Genre : Drame
- Durée : 64 minutes
- Dates de sortie :
  - États-Unis : 5 décembre 1938
  - France : 31 mai 1946

## Distribution
- Tommy Ryan : Tommy Ryan
- Robert Livingston : Bob Clayton
- June Storey : Lorna Ramsey
- Ralph Morgan : Martin Sands
- Harry Davenport : Doc Will Ramsey
- James Burke : Officier de police Lou Manning
- Sidney Blackmer : Parker
- Victor Kilian : Dave Farmer
- Hobart Cavanaugh : William Grant
- Herbert Rawlinson : Adams
- Robert Gleckler : Hughes
- Ian Wolfe : Eli Thadius Bunting
- Reed Hadley : Miller
- Don Douglas : colonel Daniels
- Paul Everton : Juge
- Ace the Wonder Dog : Skippy